# Асистолія
Асистолія (від дав.-гр. ἀ- — «ні», «без» й «систола») — відсутність шлуночкових скорочень в контексті смертельної серцевої аритмії й повне припинення біоелектричної активності серця, що означає відсутність скорочення тканин серцевого м'яза, а отже, відсутність припливу крові до іншої частини тіла. Асистолія є найбільш серйозною формою зупинки серця і зазвичай незворотна.
Асистолію не слід плутати з дуже короткими паузами в електричній активності серця, навіть тими, які виробляють тимчасове повне припинення діяльності серця, які можуть виникати при деяких менш важких аномальних ритмах. Асистолія відрізняється від дуже тонких проявів фібриляції шлуночків, хоча і ті й інші мають поганий прогноз на одужання, і фібриляція в кінці може привести до асистолії. Крім того, при діагностуванні асистолії слід виключити несправну проводку, від'єднання електродів і проводів, а також перебої в подачі електроенергії.
Пацієнти з асистолічною хворобою, на відміну від пацієнтів з шоковим ритмом, фібриляцією шлуночків або шлуночковою тахікардією, які потенційно лікуються дефібриляцією, як правило, мають дуже поганий прогноз на одужання. Асистолія на початку виявляється тільки у 28% випадків зупинки серця у госпіталізованих пацієнтів, але тільки 15% з них виживають, навіть при наявності відділення інтенсивної терапії, при цьому цей показник нижче (6%) для тих, кому вже призначені препарати для лікування високого артеріального тиску.
Назва терміну «Асистолія» походить з 1860 року, від сучасної латинської мови, від грецького приватного дав.-гр. ἀ- — «ні», «без» й лат. systolē — «систола»

## Патофізіологія
Асистолія обумовлена відсутністю серцевої електричної активності, яка призводить до скорочення шлуночків і, отже, викиду крові на рівні легеневої артерії та аорти, що призводить до блокування кровообігу серцево-судинної системи. На електрокардіографічному рівні, своєю чергою, виявляється ізоелектрична (пряма) хвиля.

## Етіологія
Асистолія може виникнути при будь-якому важкому захворюванні серця, частіше в гострій фазі інфаркту міокарда, при тромбоемболії легеневої артерії, при передозуванні серцевих глікозидів, протиаритмічних засобів, електротравми, наркозі, внутрішньосерцевих маніпуляціях і важких загальних метаболічних порушеннях, а також значних змінах в первинних, вторинних і третинних серцевих шляхах.
Причини асистолії також в деяких випадках можуть бути виліковними та оборотними, в тому числі включають хвороби типу «4Г та 4Т»:
- Гіповолемія
- Гіпоксія
- Ацидоз
- Гіпотермія
- Гіперкаліємія або Гіпокаліємія
- Гіпоглікемія
- Таблетки або токсини (передозування)
- Електротравма
- Тахікардія
- Тампонада серця
- Пневмоторакс
- Тромбоз (гострий інфаркт міокарда або тромбоемболія легеневої артерії)
- Фізична травма

У той час як серце вражене асистолією, приплив крові до мозку припиняється, якщо не виконується серцево-легенева реанімація (СЛР) або внутрішній масаж серця (коли грудна клітка відкрита і серце стискається вручну), і навіть в даному разі приплив значно скорочується. Після того, як була застосована безліч невідкладних методів реанімації, але серце все ще не реагує — пацієнт оголошується мертвим. Навіть в рідкісних випадках повторного виникнення серцевого ритму, якщо асистолія зберігається протягом п'ятнадцяти та більше хвилин — мозок буде позбавлений кисню достатньо довго, щоб викликати смерть мозку.

## Лікування
Асистолия лікується серцево-легеневою реанімацією (СЛР) в поєднанні з внутрішньовенним вазопресором, таким як епінефрин (адреналін). Іноді може бути виявлена і вилікувана глибинна оборотна причина (так звані «4Г та 4Т» прикладом якої є гіпокаліємія). Дещо раніше рекомендованих втручань, таких як дефібриляція (відома як неефективна при асистолії, але раніше виконувалася в разі дуже тонкої фібриляції шлуночків) і внутрішньовенне введення атропіну, більше не є частиною стандартних протоколів, рекомендованих більшістю великих міжнародних медичних організацій.

## Прогноз
Якщо кардіопульмональна реанімація не почалась негайно, відсутність припливу крові в лічені хвилини призводить до загибелі мозку. Після того, як будь-яка спроба реанімації була застосована, але серце не відновило свій спонтанний ритм, лікар може оголосити про смерть пацієнта. Показники виживаності у пацієнта з асистолією значно нижче, ніж у пацієнтів з ритмом, що піддається дефібриляції, при цьому асистолія сама по собі не є шоковим ритмом. Навіть в тих випадках, коли в людини стається зупинка серця з асистолією і вона перетворюється на менш важкий шоковий ритм (фібриляція шлуночків або шлуночкова тахікардія), це не обов'язково підвищує шанси людини на виживання до виписки з лікарні, хоча своєчасне використання добрих серцево-легеневих і серцево-судинних препаратів може стати важливим чинником, що впливатиме на одужання. Коефіцієнт виживаності поза стаціонаром (навіть при екстреному втручанні) становить менше ніж 2%.